# パウル・ベルナイス
パウル・ベルナイス（ドイツ語: Paul Bernays, 1888年10月17日 - 1977年9月18日）はスイスの数学者・論理学者。
ロンドンに生まれ、ベルリン大学およびゲッティンゲン大学で学ぶ。1912年にベルリン大学で数学の学位を得たのち、チューリッヒ大学の講師を経て1917年よりダフィット・ヒルベルトの助手を務めた。その後1922年よりゲッティンゲン大学で教鞭をとるが、ユダヤ系の出自のため1933年にその職を解かれ、国籍を持つスイスに移ってチューリッヒ工科大学の教授となった。またアメリカのプリンストン高等研究所やペンシルベニア大学でも教えた。チューリッヒにて没。

## 著作
- Grundlagen der Mathematik, 2 Vol.（1934年 - 1939年、ダフィット・ヒルベルトとの共著）
- Abhandlungen zur Philosophie der Mathematik, Darmstadt 1976
- 雑誌論文　A system of axiomatic set theory (1937 - 1948)
- レオナルト・ネルソン (Leonard Nelson): Gesammelte Schriften. Herausgegeben von Paul Bernays, ヴィリー・アイヒラー (Willi Eichler), Arnold Gysin, グスタフ・ヘックマン (Gustav Heckmann), Grete Henry-Hermann, Fritz von Hippel, Stephan Körner, Werner Kroebel, Gerhard Weisser. Felix Meiner Verlag, Hamburg 1970-1977